# Isadore Tarlov
Isadore M. Tarlov (ur. 1905 w Norwalk, zm. 1970) – amerykański lekarz, neurochirurg.
Studiował na Clark University w Massachusetts. Pod wpływem wykładowcy Roberta Goddarda, konstruktora i pioniera astronautyki, zainteresował się badaniami naukowymi. Po uzyskaniu dyplomu w Johns Hopkins Medical School w 1930 został rezydentem na neurochirurgii w nowo utworzonym Montreal Neurological Institute Wildera Penfielda. W artykule z 1969 roku "The Principle of Parsimony in Medicine" przedstawił swoje podejście do praktykowania medycyny oparte na koncepcji Oslera. Prowadził studia nad anatomią i patologią nerwów kręgosłupa, pajęczynówki oraz jako pierwszy opisał torbiel korzeniową krzyżowego odcinka kręgosłupa (która nosi nazwę torbieli Tarlova). Dr. Tarlov jako pierwszy zastosował w neurochirurgii klej fibrynowy. Jest też wynalazcą tak zwanego suchego pola operacyjnego uzyskanego dzięki umieszczaniu pacjenta w pozycji piersiowo-kolanowej, opracowanej w Montrealu we współpracy z Wiliamem Cone. W tej pozycji pacjenci ze schorzeniami dolnego odcinka kręgosłupa operowani są do dzisiaj - pozwala ona na zmniejszenie strat krwi podczas zabiegów.